# Ellinger von Tegernsee
Ellinger von Tegernsee (* um 978 in Bayern, † 13. Mai (oder 5. Februar) 1056 in Tegernsee) war Mönch und zweimal Abt in Kloster Tegernsee.

## Leben
Ellinger wurde um das Jahr 978 als Sohn einer vornehmen Familie in Bayern geboren und erhielt seine Ausbildung als Schüler Froumunds in Kloster Tegernsee (wo er vor dem Jahr 997 Mönch wurde) und in Kloster Sankt Ulrich und Afra (Augsburg). Von 1012 bis 1016 hielt er sich in Würzburg und Bamberg auf. In Tegernsee wurde er im Jahr 1017 auf Betrieben Abt Godehards von Niederaltaich durch Heinrich II. zum Abt erhoben. Er sanierte das Kloster wirtschaftlich und führte es zu großer künstlerischer und wissenschaftlicher Blüte. So erneuerte er die Schule, die Bibliothek und das Skriptorium und war selbst als Kopist und Buchmaler tätig. 1026 musste er jedoch abdanken, da Mitbrüder sich seinen Reformversuchen nach der Klosterreform von Gorze mit der strikten Rückbesinnung auf die Benediktsregel im Sinne der Synoden von Aachen widersetzten. 1031 wurde er auf Betreiben Abt Godehards von Niederaltaich wieder in das Amt des Abts in Tegernsee und kurzzeitig auch als Abt in Benediktbeuern eingesetzt. Ellinger wirkte nun am Neuaufbau des Klosters in Benediktbeuern. Seine Reformen riefen erneut Widerstände bei Mitbrüdern und dem Klerus hervor. Der Freisinger Bischof Nitker setzte ihn deshalb 1041 ohne weitere Angabe von Gründen wieder ab. Ellinger lebte nun in Kloster Niederaltaich, wo er weiter Handschriften fertigte und als Buchmaler tätig war. Die letzten Lebensjahre konnte er wieder in Tegernsee verbringen.

## Werke
Erhalten sind von Ellinger selbst beschriebene und bemalte Seiten aus einer Sammlung mit Texten von Beda Venerabilis, einige kleinere lateinische Gedichte, u. a. Begrüßungsgedichte auf Kaiser Heinrich II. sowie Briefe. Ob das sogen. Ellinger-Evangeliar aus seiner Hand ist, ist unsicher.

## Kanonisation
1218 wurden Ellingers Gebeine zur Ehre der Altäre erhoben und auf den Vitusaltar in die Abteikirche des Klosters Tegernsee übertragen. Ellinger wurde 1236 offiziell seliggesprochen. Sein Gedenktag ist der 13. Mai.